# 745 v.Chr.
Het jaar 745 v.Chr. is een jaartal volgens de christelijke jaartelling.

## Gebeurtenissen

### Israël
- Koning Sallum wordt na twee maanden regeren door een staatsgreep vermoord.
- Koning Menachem (745 - 738 v.Chr.) heerser over het koninkrijk Israël.

### Assyrië
- Koning Tiglath-Pileser III (745 - 727 v.Chr.) onderdrukt de opstand in zijn land.

### Babylonië
- Tiglath-Pileser III trekt naar Babylonië en helpt er Nabonassar de Chaldese en Aramese stammen te onderdrukken en deels te deporteren.[1] Economisch profiteren beide rijken van de herstelde rust.

## Overleden
- Assur-nirari V, koning van Assyrië
- Sallum, koning van Israël